# Isla Jintang
Jintang (en chino, 金塘岛; literalmente, ‘isla del estanque dorado’) es una isla de China, perteneciente a la ciudad-prefectura de Zhoushan en la provincia nororiental china de Zhejiang. Tiene una población de unos 41.700 habitantes.
Es una de las islas más cercanas a la costa continental de Zhejiang, a sólo 3,6 km del sur del puerto de Ningbo Beilun y a 6,25 km de la región oriental de la isla de Zhoushan. Jintang es la cuarta isla más grande del archipiélago, con una superficie de 76,4 km².
Su nombre deriva de dos estanques construidos en el lado occidental de la isla por los lugareños para evitar la erosión de la costa occidental. El suelo de la costa interior del estanque se convirtió en fértil y rico en minerales, dando lugar a abundantes cosechas de los locales, que llamaron a la isla el «estanque dorado» (金塘).